# Hultsfred (đô thị)
Đô thị Hultsfred (Hultsfreds kommun) là một đô thị ở hạt Kalmar, ở đông nam Thụy Điển. Thủ phủ nằm ở thị xã Hultsfred.
Đô thị hiện nay được lập năm 1971 thông qua việc sáp nhập thị xã (köping) Hultsfred (lập năm 1927) với một số đô thị xung quanh. Đô thị Hultsfred này nổi tiếng với lễ hội rock lớn nhất ở Thụy Điển, festival Hultsfred.

## Các đơn vị dân cư trực thuộc
Có 8 khu vực đô thị (cũng gọi là Tätort hay đơn vị địa phương) ở đô thị Hultsfred.
Bảng dưới đây liệt kê các đơn vị trực thuộc của đô thị này theo quy mô dân số thời điểm 31 tháng 12 năm 2005. Thủ phủ được bôi đậm.
| # | Địa phương  | Dân số |
| - | ----------- | ------ |
| 1 | Hultsfred   | 5,305  |
| 2 | Virserum    | 1.847  |
| 3 | Målilla     | 1.605  |
| 4 | Mörlunda    | 956    |
| 5 | Silverdalen | 791    |
| 6 | Järnforsen  | 539    |
| 7 | Vena        | 380    |
| 8 | Rosenfors   | 308    |